# Libnotes (Afrolimonia) subapicalis
Libnotes (Afrolimonia) subapicalis is een tweevleugelige uit de familie steltmuggen (Limoniidae). De soort komt voor in het Afrotropisch gebied.